# Antoni Caus i Vidal
Antoni Caus i Vidal (Barcelona, 1963) és un poeta i narrador català. Fill de cabaler de la Segarra emigrat a Barcelona, va canviar la gran ciutat per la Cortinada amb el nou mil·lenni. Casteller per vocació (va ser cap de colla dels Castellers de Barcelona) va estudiar filologia.
El seu primer llibre, el poemari Caçadors solitaris va passar gairebé inadvertit entre el públic. En el seu llibre més recent, La síndrome de l'escola fa un salt en el camp de la narrativa en format de relats curts.

## Obra publicada
- 2010 : Caçadors solitaris (premi Recull del concurs Miquel Martí i Pol 2010)[4]
- 2011 : No hi ha temps per a escriure contes dolents (conte, guanyador el 4t Concurs de Literatura Exprés)[5]
- 2013 : Repetició i diferència (edició limitada de 25 exemplars)[3]
- 2017 : La síndrome de l'escala (Editorial Andorra, recopilació de 16 narracions breus)[6]
- 2023 : Paraigua maleta bolic (Editorial Andorra)[7]